# Tope Obadeyi
Temitope Ayoluwa Obadeyi (Birmingham, Inglaterra, 29 de octubre de 1989) es un futbolista inglés de origen nigeriano. Juega de delantero y su actual equipo es el Sochaux-Montbéliard de Francia.

## Selección nacional
Ha sido internacional con la selección de fútbol de Inglaterra Sub-20.

## Clubes
| Club                        | País       | Año       |
| --------------------------- | ---------- | --------- |
| Bolton Wanderers            | Inglaterra | 2008-2012 |
| Swindon Town (cedido)       | Inglaterra | 2009      |
| Rochdale AFC (cedido)       | Inglaterra | 2010      |
| Shrewbury Town (cedido)     | Inglaterra | 2010      |
| Chesterfield FC (cedido)    | Inglaterra | 2011      |
| Rochdale AFC (cedido)       | Inglaterra | 2012      |
| Rio Ave FC                  | Portugal   | 2012-2013 |
| Bury FC                     | Inglaterra | 2013-2014 |
| Plymouth Argyle FC (cedido) | Inglaterra | 2013-2014 |
| Plymouth Argyle FC (cedido) | Inglaterra | 2014      |
| Kilmarnock FC               | Escocia    | 2014-2016 |
| Dundee United FC            | Escocia    | 2016-2017 |
| Oldham Athletic AFC         | Inglaterra | 2017-2018 |
| FC Sochaux-Montbéliard      | Francia    | 2018-     |